# Wskaźniki na liniach zelektryfikowanych
Kolejowe wskaźniki linii zelektryfikowanych są to znaki w kształcie rombu z niebieskim tłem i białą obwódką. Umieszcza się je na konstrukcjach wsporczych sieci trakcyjnej na wysokości nie mniejszej niż 4,5 m od poziomu główki szyny lub w niektórych przypadkach na wysięgnikach konstrukcji wsporczych.
Wskaźniki przenośne ustawia się na słupku bezpośrednio z prawej strony toru, do którego się odnoszą.
Wskaźniki funkcjonują na sieci kolejowej zarządzanej przez PKP Polskie Linie Kolejowe S.A. na podstawie instrukcji Ie-1 "Instrukcja sygnalizacji" oraz rozporządzenia Ministra Infrastruktury w sprawie ogólnych warunków prowadzenia ruchu kolejowego i sygnalizacji. Na sieci kolejowej innych Zarządców Infrastruktury obowiązują zbliżone wyglądem wskaźniki na wzór tych obowiązujących PKP Polskie Linie Kolejowe S.A.

## We 1 „Wskaźnik uprzedzający o opuszczeniu pantografu”
| We1 |

Należy przygotować się do opuszczenia pantografów przed następnym wskaźnikiem i zmniejszyć prędkość do 60 km/h.
Ten wskaźnik umieszcza się w odległości drogi hamowania przed wskaźnikiem We 2 (dawniej 500m przed wskaźnikiem).

## We 2 „Wskaźnik opuszczenia pantografu”
| We2a | We2b | We2c |

Należy opuścić pantografy:
- niezależnie od kierunku jazdy (We 2a)
- przy wjeździe na tor odgałęziający się w prawo (We 2b)
- przy wjeździe na tor odgałęziający się w lewo (We 2c)

Ten wskaźnik umieszcza się w odległości nie mniejszej niż 100 m i nie większej niż 150 m przed początkiem odcinka toru, który należy przejeżdżać z opuszczonym pantografem.
Wskaźniki, stosuje się:
- w razie wyłączania sieci lub odcinka sieci spod napięcia, aby uniknąć przeniesienia napięcia przez pantograf,
- w razie konieczności jazdy z rozpędu na odcinkach toru niezelektryfikowanego,
- w razie konieczności jazdy z rozpędu na odcinkach toru zelektryfikowanego w przypadku, gdy stan sieci lub inne względy nie pozwalają na współpracę z pantografami.

## We 3 „Wskaźnik podniesienia pantografu”
| We3a | We3b |

Należy podnieść pantografy:
- elektrycznego zespołu trakcyjnego (We3a)
- lokomotywy elektrycznej (We3b)

Wskaźnik We 3a ustawia się w odległości nie mniejszej niż 200 m i nie większej niż 250 m, a wskaźnik We 3b w odległości nie mniejszej niż 30 m i nie większej niż 80 m za miejscem, w którym można podnieść pantografy.
Rozróżnienie na lokomotywę i EZT jest o tyle ważne, że lokomotywa ma pantografy bezpośrednio na swoim dachu, a w EZT pantografy są umieszczone nieco dalej od przedziału sterowniczego.

## We 4 „Wskaźnik zakazu wjazdu elektrycznych pojazdów trakcyjnych”
| We4a | We4b | We4c |

Zakaz wjazdu elektrycznych pojazdów trakcyjnych:
- na tor, przy którym jest ustawiony wskaźnik (We 4a, dawniej We 4)
- na tor odgałęziający się w prawo (We 4b, dawniej We 5, o innym wyglądzie)
- na tor odgałęziający się w lewo (We 4c, dawniej We 6, o innym wyglądzie).

Wskaźniki, stosuje się do oznaczania miejsc, poza które przejazd elektrycznych pojazdów trakcyjnych jest
zabroniony, w szczególności takich jak uszkodzenie sieci, praca przy sieci, koniec sieci,
Ten wskaźnik umieszcza się w odległości nie mniejszej niż 15 m i nie większej niż 65 m przed miejscem, poza
które przejazd jest zabroniony.

## We 8 „Wskaźnik jazdy bezprądowej"
| We8a | We8b | We8c |

Pojazd nie powinien pobierać prądu z sieci trakcyjnej:
- przy przejeździe po torze, przy którym jest ustawiony wskaźnik (We 8a)
- przy wjeździe na tor odgałęziający się w prawo (We 8b)
- przy wjeździe na tor odgałęziający się w lewo (We 8c)

Ten wskaźnik ustawia się w odległości nie mniejszej niż 30 m i nie większej niż 80 m przed elementem podłużnego sekcjonowania sieci jezdnej, takim jak izolowane przęsło naprężenia, przerwa powietrzna, izolator sekcyjny, który oddziela elektrycznie dwa odcinki sieci i przez który należy przejeżdżać bez pobierania prądu trakcyjnego z sieci.
Maszynista lokomotywy lub EZT po minięciu tego znaku powinien ustawić nastawnik i bocznik na zerowe pozycje.

## We 9 „Wskaźnik jazdy pod prądem”
| We9a | We9b |

Pojazd może jechać pobierając prąd trakcyjny z sieci trakcyjnej:
- elektryczny zespół trakcyjny (We 9a)
- lokomotywa elektryczna (We 9b)

Wskaźnik We 9a ustawia się w odległości nie mniejszej niż 200 m i nie większej niż 250 m, a wskaźnik We 9b w odległości nie mniejszej niż 30 m i nie większej niż 100 m za miejscem, które należy przejeżdżać bez pobierania prądu trakcyjnego z sieci.